# Kiselica, Podgorica
Kiselica este un sat din municipiul Podgorica, Muntenegru. Conform datelor de la recensământul din 2003, localitatea are 23 de locuitori (la recensământul din 1991 erau 49 de locuitori).

## Demografie
În satul Kiselica locuiesc 22 de persoane adulte, iar vârsta medie a populației este de 53,3 de ani (48,6 la bărbați și 57,7 la femei). În localitate sunt 11 gospodării, iar numărul mediu de membri în gospodărie este de 2,09.
Populația localității este foarte eterogenă.
|  |

| Demografie | Demografie | Demografie |
| An         | Locuitori  | Locuitori  |
| ---------- | ---------- | ---------- |
|            |            |            |
|            |            |            |
|            |            |            |
|            |            |            |
| 1948       | 156        |            |
| 1953       | 87         |            |
| 1961       | 93         |            |
| 1971       | 85         |            |
| 1981       | 86         |            |
| 1991       | 49         | 49         |
| 2003       | 27         | 23         |

| \| Componența etnică conform recensământului din 2003[2] \| Componența etnică conform recensământului din 2003[2] \| Componența etnică conform recensământului din 2003[2] \| Componența etnică conform recensământului din 2003[2] \| Componența etnică conform recensământului din 2003[2] \| \| ----------------------------------------------------- \| ----------------------------------------------------- \| ----------------------------------------------------- \| ----------------------------------------------------- \| ----------------------------------------------------- \| \| \| \| \| \| \| \| Sârbi \| Sârbi \| \| 13 \| 56,52% \| \| Muntenegreni \| Muntenegreni \| \| 5 \| 21,73% \| \| Iugoslavi \| Iugoslavi \| \| 2 \| 8,69% \| \| necunoscută \| necunoscută \| \| 0 \| 0% \| |              |  |    |        |
| Componența etnică conform recensământului din 2003 |              |  |    |        |
| |              |  |    |        |
| Sârbi | Sârbi        |  | 13 | 56,52% |
| Muntenegreni | Muntenegreni |  | 5  | 21,73% |
| Iugoslavi | Iugoslavi    |  | 2  | 8,69%  |
| necunoscută | necunoscută  |  | 0  | 0%     |